# Medetera striata
Medetera striata är en tvåvingeart som beskrevs av Octave Parent 1927. Medetera striata ingår i släktet Medetera och familjen styltflugor. Arten är reproducerande i Sverige. Inga underarter finns listade i Catalogue of Life.